# Comuna Rakoveț, Pustomîtî
Rakoveț (în ucraineană Раковець) este o comună în raionul Pustomîtî, regiunea Liov, Ucraina, formată din satele Derevaci, Horosno, Novosilka, Pidtemne și Rakoveț (reședința).

## Demografie
Componența lingvistică a comunei Rakoveț
     Ucraineană (98,3%)
     Rusă (1,5%)
Conform recensământului din 2001, majoritatea populației comunei Rakoveț era vorbitoare de ucraineană (98,3%), existând în minoritate și vorbitori de rusă (1,5%).